# ORAC
Az ORAC (Oxigen Radical Absorbance Capacity = oxigéngyök elnyelő kapacitás) egy eljárás neve, amellyel in vitro laboratóriumi körülmények között vizsgálták biológiai minták antioxidatív hatásának mértékét. A későbbiekben végzett in vivo vizsgálatok nem tudták élettani bizonyítékokkal kellően alátámasztani, hogy az eljárás a tényleges biológiai antioxidáns állapotról meghatározó információt állapít meg, így 2012 óta nem is használják a módszert.
Az ORAC-érték tudományos alapon egy hidrogénatom transzfer mérő mechanizmus révén megmutatja az élelmiszerek antioxidáns-tartalmát, vagyis szabadgyök-lekötő képességüket, mégpedig teljesen pontosan mérhető és  összehasonlítható formában.
Az antioxidánsok bevitelének napi ajánlott értéke 5000-12000 ORAC között változik. Európában naponta kb. 1500 ORAC-ot visz be a szervezetébe egy személy átlagos táplálkozással, míg az amerikaiak csak 800-1200 ORAC körül.
A gyökös reakciók egy része a szervezet önfenntartó mechanizmusaiban is szerepet játszanak. Sejtjeink egy része azért termel szabad gyököket, hogy azok elpusztítsák a szervezetbe bejutott kórokozókat és ez még élettani, csak az arányokkal, mennyiségével lett gond napjainkra. Mások pedig olyan vegyületeket termelnek, melyek szabályozzák a véralvadást és vérnyomást. A szervezet védelmi rendszere optimális esetben a saját maga által termelt szabad gyököket képes semlegesíteni is.

## Fordítás
Ez a szócikk részben vagy egészben  az   Oxygen radical absorbance capacity című angol Wikipédia-szócikk fordításán alapul.  Az eredeti cikk szerkesztőit annak laptörténete sorolja fel. Ez a jelzés csupán a megfogalmazás eredetét és a szerzői jogokat jelzi, nem szolgál a cikkben szereplő információk forrásmegjelöléseként.